# Dubbelmåneärtvecklare
Dubbelmåneärtvecklare (Cydia fissana) är en fjärilsart som först beskrevs av Frölich 1828.  Dubbelmåneärtvecklare ingår i släktet Cydia, och familjen vecklare. Arten är reproducerande i Sverige.